# Mike W. Barr
Mike W. Barr es un escritor estadounidense de cómics. Nació el 30 de mayo de 1952. Hasta ahora, ha realizado sus mejores trabajos durante la década de los '80 en cómics como Batman and the Outsiders, Camelot 3000 y Batman: Hijo del Demonio.
Entre los puntos más destacados de su carrera, escribió para Detective Comics a partir de 1974. Trabajo en Capitán América para Marvel Comics en 1980, luego otros números para Batman y Green Lantern. En 1982, creó la maxi-serie "Camelot 3000", junto al dibujante Brian Bolland. A mediados de los '80, trabajó largamente Batman and the Outsiders junto a los dibujos de Jim Aparo. En 1987 creó la alabada novela gráfica Batman: Hijo del Demonio. Luego en 1989 publicó una segunda novela gráfica llamada "Batman: La Novia del Demonio", pero sin el éxito ni calidad de la anterior.
En la década de los `90 algunas de sus ideas para personajes de Batman, como Scarecrow, Leslie Thompkins o The Reapper, aparecidas en los cómics "Miedo en Venta" (Detective Comics #571, 1987), "Mi Principio... y Mi Probable Fin" (Detective Comics #574, 1987) "Legends of the Dark Knight: Faith" (1990) y "Batman: Year Two, Fear the Reapper" (1987) fueron adaptadas para Batman: La Serie Animada y la película animada "Batman: La Máscara del Fantasma".
En la actual década ha vuelto a trabajar en Los Outsiders. Además destacó su historia "'One Night At McSurley's" publicada en el Batman: Black & White, Volume Three (2007).

## Trabajos
Mike W. Barr ha trabajado en numerosas empresas:

### Comico Comics
- Maze Agency #1-7 (1988-1989)

### Dark Horse Comics
- Dark Horse Comics #14-15 (1993)
- Dark Horse Presents #117, 119, 135 (1997-1998)

### DC Comics
- Action Comics #537-538 (1982)
- The Adventures of Superman Annual #9 (1997)
- The Adventures of the Outsiders #33-38 (1986)
- Arak, Son of Thunder #7-8 (1982)
- Batman #327, 329, 331, 334, 353, Annual #8-9, Special #1 (1980-1985)
- Batman and the Outsiders #1-32, Annual #1-2 (1983-1986)
- Batman: Bride of the Demon HC (1991)
- Batman: Dark Knight Dynasty HC (1998)
- Batman: Full Circle #1 (1991)
- Batman: Gotham Knights #25 (Batman Black and White) (2002)
- Batman: In Darkest Knight #1 (1994)
- Batman: Legends of the Dark Knight #21-23 (1991)
- Batman: Reign of Terror #1 (1999)
- Batman: Son of the Demon HC (1987)
- Batman: Two-Face Strikes Twice #1-2 (1993)
- Beware the Batman #5 (2014)
- The Brave and the Bold #169, 177, 184, 190, 192, 194-195, 198-200 (1980-1983)
- Bruce Wayne: The Road Home: Outsiders #1 (2010)
- Camelot 3000 #1-12 (1982-1985)
- DC Challenge #5 (1986)
- DC Comics Presents #22, 39, 42, 47, 58, 83 (1980-1985)
- DC Retroactive: Batman – The '80s #1 (2011)
- DC Special Blue Ribbon Digest #23 (1982)
- Detective Comics #444, 453, 488, 490-491, 500, 507, 569-581 (1974-1987)
- Detective Comics vol. 2 #27 (2014)
- Doc Savage #7-24, Annual #1 (1989-1990)
- Elvira's House of Mystery #7 (1986)
- The Flash #313 (1982)
- Green Arrow #1-4 (1983)
- Green Lantern #131, 154-165 (1980-1983)
- Heroes Against Hunger #1 (1986)
- House of Mystery #269, 279, 285, 288, 291, 320 (1979-1983)
- JLA: Classified #47-48 (2008)
- JSA: Classified #38-39 (2008)
- Justice League Adventures #8 (2002)
- Mystery in Space #111-112, 115-117 (1980-1981)
- The New Teen Titans #37 (1983)
- The Outsiders #1-28, Annual #1, Special #1 (1985-1988)
- The Outsiders vol. 2 #1-24, #0 (1993-1995)
- The Outsiders: Five of a Kind – Katana/Shazam #1
- Saga of the Swamp Thing #2-8 (Phantom Stranger backup stories) (1982)
- Secret Origins #6, 10, 44, 47 (1986-1990)
- Secrets of Haunted House #15, 28 (1979-1980)
- The Shadow Strikes #5-6 (1990)
- Showcase '93 #4-5 (1993)
- Star Trek #1-16, Annual #1-2, Movie Special #1-2 (1984-1987)
- Star Trek: Deep Space Nine/Star Trek: The Next Generation #1-2 (1994)
- Star Trek: The Next Generation Annual #4 (1993)
- Superman 80-Page Giant #1 (1999)
- Tales of the Green Lantern Corps #1-3 (1981)
- Time Warp #1, 3 (1980)
- The Unexpected #192, 196, 200, 205-213 (1979-1981)
- Weird War Tales #70, 84, 93, 99-100, 106-108 (1978-1982)
- World's Finest Comics #274-278, 282-284, 288, 300 (1981-1984)

### First Comics
- E-Man vol. 2 #4 (1983)

### IDW Publishing
- Maze Agency #1-2 (2005)

### Innovation Publishing
- Maze Agency #8-23, Special #1 (1989-1991)

### Malibu Comics
- Break-Thru #1-2 (1993-1994)
- Godwheel #3 (1995)
- Lord Pumpkin/Necromantra #1-4 (1995)
- Mantra #1-24, Giant-Size #1 (1993-1995)
- Mantra: Spear of Destiny #1-2 (1995)
- Sludge #4, 12 (1994)
- Ultraverse Zero: The Death of the Squad #1 (1995)
- Wrath #1-6, 8-9, Giant-Size #1 (1994)

### Marvel Comics
- The Amazing Spider-Man #220 (1981)
- Captain America #241, 257 (1980-1981)
- Mandrake the Magician #1-2 (1995)
- Mantra vol. 2 #∞, 1, 3 (1995)
- Marvel Fanfare #6 (Spider-Man/Scarlet Witch); #46 (Fantastic Four); #49 (Two-Gun Kid) (1983-1990)
- Marvel Preview #23 (1980)
- Marvel Spotlight vol. 2 #8 (Captain Marvel) (1980)
- Marvel Team-Up #101-102, 105 (1981)
- Power Man and Iron Fist #76 (1981)
- Shroud #1-4 (1994)
- Solo Avengers #8 (Henry Pym) (1988)
- Spider-Man Unlimited #1 (1993)
- Star Trek #5-6, 17 (1980-1981)
- Star Wars #49 (1981)
- What If...? #26 (Captain America); #28 (Daredevil) (1981)

## Premios y Nominacionas
- 1985 Premio Haxtur a la "Mejor Historia Larga" por "Camelot 3000" en el Salón Internacional del Cómic del Principado de Asturias España
- 1985 Nominado al Premio Haxtur al "Mejor Guion" por "Camelot 3000"